# Liste der Kulturdenkmale in Hausach
In der Liste der Kulturdenkmale in Hausach sind Bau- und Kunstdenkmale der Stadt Hausach verzeichnet, die im „Verzeichnis der unbeweglichen Bau- und Kunstdenkmale und der zu prüfenden Objekte“ des Landesamts für Denkmalpflege Baden-Württemberg verzeichnet sind. Dieses Verzeichnis ist nicht öffentlich und kann nur bei „berechtigtem Interesse“ eingesehen werden. Die folgende Liste ist daher nicht vollständig und beruht auf anderweitig veröffentlichten Angaben.

## Allgemein
- Bild: Zeigt ein ausgewähltes Bild aus Commons, „Weitere Bilder“ verweist auf die Bilder im Medienarchiv Wikimedia Commons.
- Bezeichnung: Nennt den Namen, die Bezeichnung oder die Art des Kulturdenkmals.
- Lage: Straßenname und Hausnummer oder Flurstücknummer des Kulturdenkmals, gegebenenfalls auch den Ortsteil. Die Grundsortierung der Liste erfolgt nach dieser Adresse. Der Link (Karte) führt zu verschiedenen Kartendiensten mit der Position des Kulturdenkmals. Fehlt dieser Link, wurden die Koordinaten noch nicht eingetragen. Sind diese bekannt, können sie über ein Tool mit einer Kartenansicht einfach nachgetragen werden. In dieser Kartenansicht sind Kulturdenkmale ohne Koordinaten mit einem roten bzw. orangen Marker dargestellt und können durch Verschieben auf die richtige Position in der Karte mit Koordinaten versehen werden. Kulturdenkmale ohne Bild sind an einem blauen bzw. roten Marker erkennbar.
- Datierung: Baubeginn, Fertigstellung, Datum der Erstnennung oder grobe zeitliche Einordnung entsprechend des Eintrags in der zuständigen Denkmaldatenbank (Landesamt für Denkmalpflege Baden-Württemberg).
- Beschreibung: Kurzcharakteristik des Kulturdenkmals.

## Hausach

### Hausach
| Bild           | Bezeichnung                                 | Lage | Datierung                 | Beschreibung                            | ID |
| -------------- | ------------------------------------------- | --- | ------------------------- | --------------------------------------- | -- |
|                | Ehemalige Hanfreibe und Schleifmühle        | Hausach, Am Gewerbekanal 5 (Karte)                                                                                  | 19. Jahrhundert           | Erhaltenswertes Gebäude                 | BW |
|                | Wohnhaus Brunnenstraße 5                    | Hausach, Brunnenstraße 5 (Karte)                                                                                    | 19. Jahrhundert           | Kulturdenkmal-Prüffall                  | BW |
|                | Lagerhalle                                  | Hausach, Dammstraße 2 (Karte)                                                                                       | um 1909/10                | Erhaltenswertes Gebäude                 | BW |
|                | Stellfalle                                  | Hausach, Dammstraße (Karte)                                                                                         | 1913                      | Geschützt nach § 2 DSchG                | BW |
|                | Gewerbekanal - Bruckenbach                  | Hausach, Gewerbekanal (Flst.Nr. 48) (Karte)                                                                         |                           | Erhaltenswerte historische Wasserfläche | BW |
|                | Wohnhaus Gummenstraße 6, 8                  | Hausach, Gummenstraße 6, 8 (Karte)                                                                                  | 18. Jahrhundert           | Geschützt nach § 2 DSchG                | BW |
|                | Wohnhaus Gummenstraße 12                    | Hausach, Gummenstraße 12 (Karte)                                                                                    | 18. Jahrhundert           | Kulturdenkmal-Prüffall                  | BW |
|                | Keller- und Speichergebäude Gummenstraße 18 | Hausach, Gummenstraße 18 (Karte)                                                                                    | 1812                      | Geschützt nach § 2 DSchG                | BW |
|                | Stadtvilla Hauptstraße 10                   | Hausach, Hauptstraße 10 (Karte)                                                                                     | 1913                      | Erhaltenswertes Gebäude                 |    |
|                | Gasthof zum Löwen                           | Hausach, Hauptstraße 22, 24 (Karte)                                                                                 | 1. Hälfte 19. Jahrhundert | Kulturdenkmal-Prüffall                  |    |
| Weitere Bilder | Katholische Pfarrkirche St. Mauritius       | Hausach, Hauptstraße 25 (Karte)                                                                                     | 1892–94                   | Geschützt nach § 2 DSchG                |    |
|                | Fabrikgebäude Hauptstraße 28                | Hausach, Hauptstraße 28 (Karte)                                                                                     | Frühes 20. Jahrhundert    | Geschützt nach § 2 DSchG                |    |
|                | Wohn- und Geschäftshaus Hauptstraße 33      | Hausach, Hauptstraße 33 (Karte)                                                                                     | 18. Jahrhundert           | Kulturdenkmal-Prüffall                  | BW |
|                | Kaplaneigebäude                             | Hausach, Hauptstraße 36 (Karte)                                                                                     | 1784                      | Geschützt nach § 2 DSchG                | BW |
|                | Gasthaus zur Krone                          | Hausach, Hauptstraße 39 (Karte)                                                                                     | 1. Hälfte 19. Jahrhundert | Geschützt nach § 2 DSchG                | BW |
|                | Rathaus                                     | Hausach, Hauptstraße 40 (Karte)                                                                                     | 1826                      | Geschützt nach § 2 DSchG                |    |
|                | Wohn- und Geschäftshaus Hauptstraße 41      | Hausach, Hauptstraße 41 (Karte)                                                                                     | 19. Jahrhundert           | Kulturdenkmal-Prüffall                  | BW |
|                | Wohn- und Geschäftshaus Hauptstraße 50      | Hausach, Hauptstraße 50 (Karte)                                                                                     | 19. Jahrhundert           | Kulturdenkmal-Prüffall                  | BW |
|                | Wohnhaus Hauptstraße 51                     | Hausach, Hauptstraße 51 (Karte)                                                                                     | 18. Jahrhundert           | Kulturdenkmal-Prüffall                  |    |
|                | Wohnhaus Hauptstraße 55                     | Hausach, Hauptstraße 55 (Karte)                                                                                     | 1822                      | Geschützt nach § 2 DSchG                |    |
|                | Spolie                                      | Hausach, gegenüber Hauptstraße 55 (Karte)                                                                           | 1741                      | Wappenstein Geschützt nach § 2 DSchG    | BW |
|                | Wohnhaus Hauptstraße 57                     | Hausach, Hauptstraße 57 (Karte)                                                                                     | 19. Jahrhundert           | Kulturdenkmal-Prüffall                  | BW |
|                | Wohn- und Geschäftshaus Hauptstraße 61      | Hausach, Hauptstraße 61 (Karte)                                                                                     | 1772                      | Geschützt nach § 2 DSchG                | BW |
|                | Burg-Schänke                                | Hausach, Hauptstraße 63 (Karte)                                                                                     | 1814                      | Geschützt nach § 2 DSchG                | BW |
|                | Einhaus Hauptstraße 65                      | Hausach, Hauptstraße 65 (Karte)                                                                                     | 19. Jahrhundert           | Kulturdenkmal-Prüffall                  | BW |
|                | Kapelle St. Sixtus                          | Hausach, Klösterle 1 (Karte)                                                                                        | 1475-1478                 | Geschützt nach § 2 DSchG                | BW |
|                | Wohnhaus Lindenstraße 5                     | Hausach, Lindenstraße 5 (Karte)                                                                                     | Mitte 18. Jahrhundert     | Erhaltenswertes Gebäude                 |    |
|                | Wohnhaus Pfarrer-Brunner-Straße 7           | Hausach, Pfarrer-Brunner-Straße 7 (Karte)                                                                           | 1909                      | Erhaltenswertes Gebäude                 | BW |
| Weitere Bilder | Burgruine mit historischer Freifläche       | Hausach, Schloßberg (Karte)                                                                                         | 1246                      | Geschützt nach § 2 DSchG                |    |
| Weitere Bilder | Gefallenendenkmal                           | Hausach, Schloßberg (Karte)                                                                                         | 1928                      | Erhaltenswertes historisches Objekt     |    |
|                | Gewölbekeller                               | Hausach, Schloßberg 1                                                                                               | 1834                      | Erhaltenswertes Gebäude                 |    |
|                | Wohnhaus Schloßstraße 1                     | Hausach, Schloßstraße 1 (Karte)                                                                                     | 18. Jahrhundert           | Kulturdenkmal-Prüffall                  | BW |
|                | Wirtschaft zum Burghof                      | Hausach, Schloßstraße 2 (Karte)                                                                                     | 18. Jahrhundert           | Kulturdenkmal-Prüffall                  | BW |
|                | Wohn- und Geschäftshaus Schloßstraße 4      | Hausach, Schloßstraße 4 (Karte)                                                                                     | 18. Jahrhundert           | Kulturdenkmal-Prüffall                  | BW |
|                | Gasthaus Schwabenhans                       | Hausach, Schloßstraße 10 (Karte)                                                                                    | 18. Jahrhundert           | Geschützt nach § 2 DSchG                | BW |
|                | Wohnhaus Schloßstraße 20                    | Hausach, Schloßstraße 20 (Karte)                                                                                    | 18. Jahrhundert           | Kulturdenkmal-Prüffall                  |    |
|                | Wohnhaus Schloßstraße 22                    | Hausach, Schloßstraße 22 (Karte)                                                                                    | 18. Jahrhundert           | Kulturdenkmal-Prüffall                  |    |
|                | Wohnhaus Schloßstraße 26                    | Hausach, Schloßstraße 26 (Karte)                                                                                    | 18. Jahrhundert           | Kulturdenkmal-Prüffall                  | BW |
|                | Wohnhaus Schloßstraße 28                    | Hausach, Schloßstraße 28 (Karte)                                                                                    | 18. Jahrhundert           | Kulturdenkmal-Prüffall                  | BW |
|                | Wohnhaus Schloßstraße 30                    | Hausach, Schloßstraße 30 (Karte)                                                                                    | 18. Jahrhundert           | Kulturdenkmal-Prüffall                  | BW |
|                | Wohn- und Geschäftshaus Schloßstraße 32     | Hausach, Schloßstraße 32 (Karte)                                                                                    | 1. Hälfte 20. Jahrhundert | Erhaltenswertes Gebäude                 | BW |
|                | Wohnhaus Seilergasse 2                      | Hausach, Seilergasse 2 (Karte)                                                                                      | Mitte 19. Jahrhundert     | Erhaltenswertes Gebäude                 | BW |
|                | Ökonomiegebäude Seilergasse 3               | Hausach, Seilergasse 3 (Karte)                                                                                      | Frühes 20. Jahrhundert    | Erhaltenswertes Gebäude                 | BW |
|                | Wohnhaus Turmstraße 2                       | Hausach, Turmstraße 2 (Karte)                                                                                       | 18./19. Jahrhundert       | Kulturdenkmal-Prüffall                  | BW |
|                | Wohnhaus Winkelgasse 1                      | Hausach, Winkelgasse 1 (Karte)                                                                                      | 18./19. Jahrhundert       | Erhaltenswertes Gebäude                 | BW |
|                | Stadtbefestigung                            | Hausach, Hauptstraße, Ratsgasse, Schloßstraße (Flst.Nr. 108, 109, 111, 147, 148, 156, 160, 161, 177, 182, 283, 288) | 13./14. Jahrhundert       | Geschützt nach § 2 DSchG                |    |